# Qian Xuan

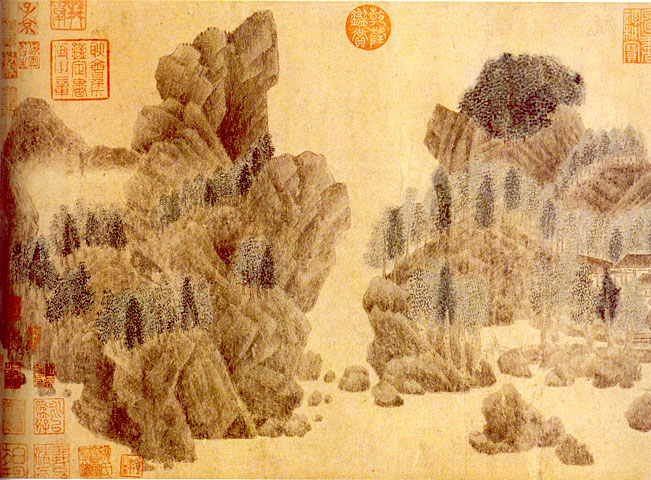
Dwelling in the Floating Jade Mountains

Qian Xuan (chinesisch 钱选; * um 1235; † 1305) war ein chinesischer Maler und Dichter aus Zhejiang.

## Leben
Er weigerte sich den Mongolenherrschern der Yuan-Dynastie zu dienen und war loyal zu den Song, der vorangegangenen Dynastie. Während der südlichen Song-Dynastie nahm er an der Beamtenprüfung teil. Als die Yuan 1276 China eroberten, gab er die Beamtenlaufbahn auf. Er lebte zurückgezogen und beschäftigte sich mit Malerei und Dichtung. Er wurde bekannt als Mitglied einer Gruppe von Malern und Literaten, zu denen auch Zhao Mengfu gehörte.
Seine Malerei ist kontemplativ und verbindet den Song-Realismus mit einem archaischen Tang-Stil. Qian Xuan ist bekannt für seine Landschafts-, Tier- und Blumenmalerei.

## Werke (Auswahl)
- „Wang Xizhi beobachtet Gänse“ (ca. 1295, heute im Metropolitan Museum of Art)